# 羅伯托·希爾伯特
羅伯托·希爾伯特（Roberto Hilbert，1984年10月16日—），是一位德國足球運動員。出生在福希海姆。現在他效力於德甲球隊勒沃库森。此外，希爾伯特曾經12次代表德國U21隊出場，並打入3球。在2007年3月28日德國對丹麥的一場友誼賽中，他代表德國隊出場。希爾伯特現已育有兩子。

## 外部連結
- fussballdaten.de：Roberto Hilbert之統計數據 （德文）
- 羅伯托·希爾伯特於土耳其足球超级联赛統計資料 （页面存档备份，存于）